# UC Browser
UC Browser ist ein Webbrowser, der erstmals im August 2004 erschien. Ursprünglich handelte es sich um eine J2ME-Applikation, mittlerweile ist der Browser aber auch für Android, iOS, Windows Phone (ehemals Windows Mobile), Symbian, Java und diverse andere Betriebssysteme verfügbar. Im März 2014 erreichte die Anwendung über 500 Millionen Nutzer weltweit, wobei der größte Teil aus der Volksrepublik China und Indien stammt.
UC Browser wird von UCWeb Inc, einem Tochterunternehmen der Alibaba Group, entwickelt.

## Eigenschaften
UC Browser verwendet Cloud-Beschleunigung und Datenkompressionstechnologien. Die Server funktionieren als Proxys, welche die Daten vor dem Senden komprimieren. Dies führt dazu, dass Webinhalte schneller geladen werden, jedoch steigt dadurch die Latenz. Der Browser kann an verschiedene Netzwerkumgebungen angepasst werden und unterstützt HTML5. Außerdem besitzt er eine Cloud-Synchronisierungsfunktion.
Seit August 2014 hat UC Browser einen Werbeblocker integriert.
Der Sicherheitsforscher Gabi Cirlig hat herausgefunden, dass der UCBrowser jede Website aufzeichnet, die Nutzer besuchen. Auch im Inkognito-Modus werden diese Informationen an Server von UCWeb gesendet. Jeder Nutzer bekommt eine ID zugewiesen, so dass sich ein individuelles Profil des Nutzers erstellen lässt.

## Systemvoraussetzungen
Erforderliche Android-Version 8.0 oder höher, bzw. bei iOS die Version 9.0 oder neuer.

## Versionen
UC Browser ist besonders bei Android-Nutzern beliebt, von 500 Millionen aktiven Nutzern im ersten Quartal 2014 verwenden 300 Millionen Googles Android-Betriebssystem.

### Android
Unter Android gibt es diverse Versionen für jeweilige Gerätetypen. Einerseits gibt es die Standardversion, die sich „UC Browser“ nennt. Diese funktioniert auf den meisten Smartphones und Tablets. Zudem gibt es eine spezielle Tabletversion, die „UC Browser HD“ heißt und für Tablets angepasst ist, sodass automatisch tabletoptimierte Versionen von Webseiten aufgerufen werden; außerdem enthält diese Version eine benutzerfreundlichere UI für Tablets. Die „UC Browser Mini“-Version wurde ursprünglich für ältere Smartphones und Mobilfunknetzwerke entwickelt, um Mobilfunkkosten zu sparen. Die Version „UC Browser for x86 Phones“ ist für Smartphones und Tablets bestimmt, die einen Intel x86-Prozessor besitzen.
Seit März 2019 gibt es den „UC Browser Turbo“.

### iOS
Unter Apples iOS gibt es eine Version für den iPod touch, das iPhone und das iPad.

### Windows
Für Windows wurde UC Browser als erstes für das mobile Betriebssystem Windows Mobile (heute Windows Phone) entwickelt. Im Microsoft Store gibt es den UC Browser für Windows-10-Version 10586.0 oder höher, Xbox One, (Architektur: x64, x86) und Surface Pro 2 oder neuer.